# George Howard, 6. hrabě z Carlisle
George Howard, 6. hrabě z Carlisle (George Howard, 6th Earl of Carlisle, 6th Viscount Morpeth, 6th Baron Dacre of Gillesland) (17. září 1773, Londýn, Anglie – 7. října 1848, Castle Howard, Anglie) byl britský státník ze starobylého rodu Howardů. Byl dlouholetým poslancem Dolní sněmovny, po otci pak zdědil rodové tituly a vstoupil do Horní sněmovny, v několika vládách zastával ministerské funkce.

## Kariéra
Pocházel z významného šlechtického rodu Howardů, byl synem 5. hraběte z Carlisle, po matce byl spřízněn s rodem Leveson–Gower. Studoval v Etonu a Oxfordu, v letech 1793–1794 podnikl kavalírskou cestu po Evropě. v letech 1795–1820 byl členem Dolní sněmovny, v letech 1806–1807 byl komisařem kontrolního úřadu Východoindické společnosti, od roku 1806 byl zároveň členem Tajné rady, v roce 1806 byl pověřen mimořádnou diplomatickou misí do Berlína. Po otci zdědil rodové tituly a vstoupil do Sněmovny lordů (1825; do té doby vystupoval pod jménem vikomt Morpeth). V květnu 1827 vstoupil do Canningovy vlády jako vrchní komisař státních lesů a statků, po Canningově smrti byl v Goderichově vládě lordem strážcem tajné pečeti (1827–1828). V politice patřil k toryům, ale připojil se k jejich reformnímu křídlu, což mu umožnilo zastávat funkce i v liberální vládě hraběte Greye. V letech 1830–1834 byl státním sekretářem bez portfeje a v roce 1834 znovu krátce lordem strážcem tajné pečeti. V roce 1837 obdržel Podvazkový řád. Byl členem Královské společnosti, kurátorem Britského muzea a získal čestný doktorát v Oxfordu.

## Rodina

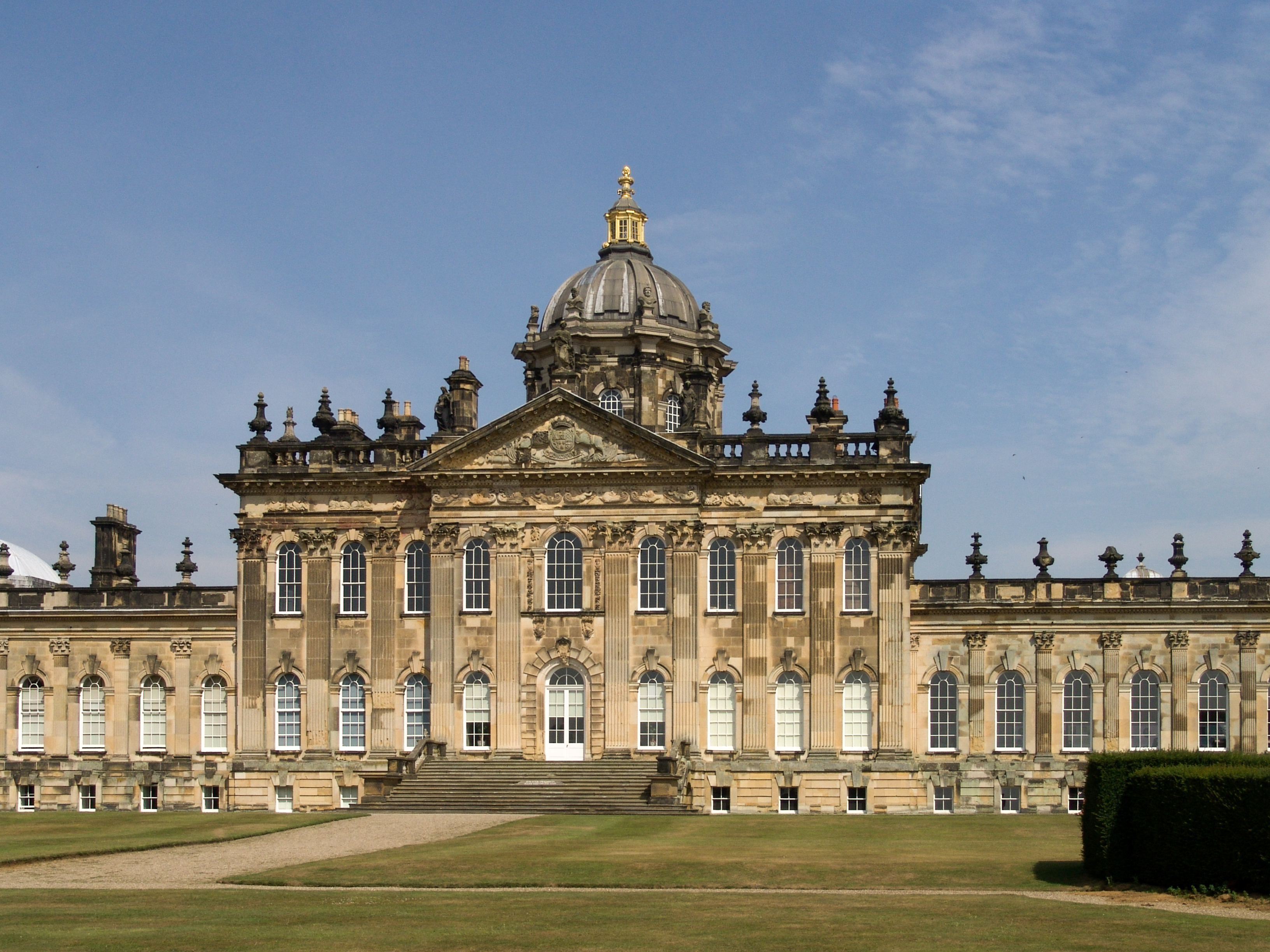
Zámek Howard, hlavní sídlo hrabat z Carlisle

Jeho manželkou byla Georgiana Cavendish (1783–1858), dcera 5. vévody z Devonshire. Z jejich manželství pocházelo dvanáct dětí.
- George Howard, 7. hrabě z Carlisle (1802–1864), místokrál v Irsku

- Caroline Howard (1803–1881), manžel 1823 William Lascelles (1798–1851), člen Dolní sněmovny

- Georgiana (1804–1860), manžel 1822 George Agar–Ellis, 1. baron Dover (1797–1833)

- Frederick George Howard (1805–1834), důstojník, člen Dolní sněmovny

- Harriet Howard (1806–1868), manžel 1823 George Leveson-Gower, 2. vévoda ze Sutherlandu (1786–1861)

- William George Howard, 8. hrabě z Carlisle (1808–1889), duchovní

- Edward Granville Howard, 1. baron Lanerton (1809–1880), admirál

- Blanche Howard (1812–1840), manžel 1829 William Cavendish, 7. vévoda z Devonshire

- Charles Wentworth Howard (1814–1879), člen Dolní sněmovny

- Elizabeth Howard (1817–1891), manžel 1840 Richard Grey (1813–1890)

- Henry George Howard (1818–1889)

- Mary Matilda Howard (1823–1892), manžel 1852 Henry Labouchere (1798–1869), ministr obchodu a kolonií